# Sivers (Adelsgeschlecht)

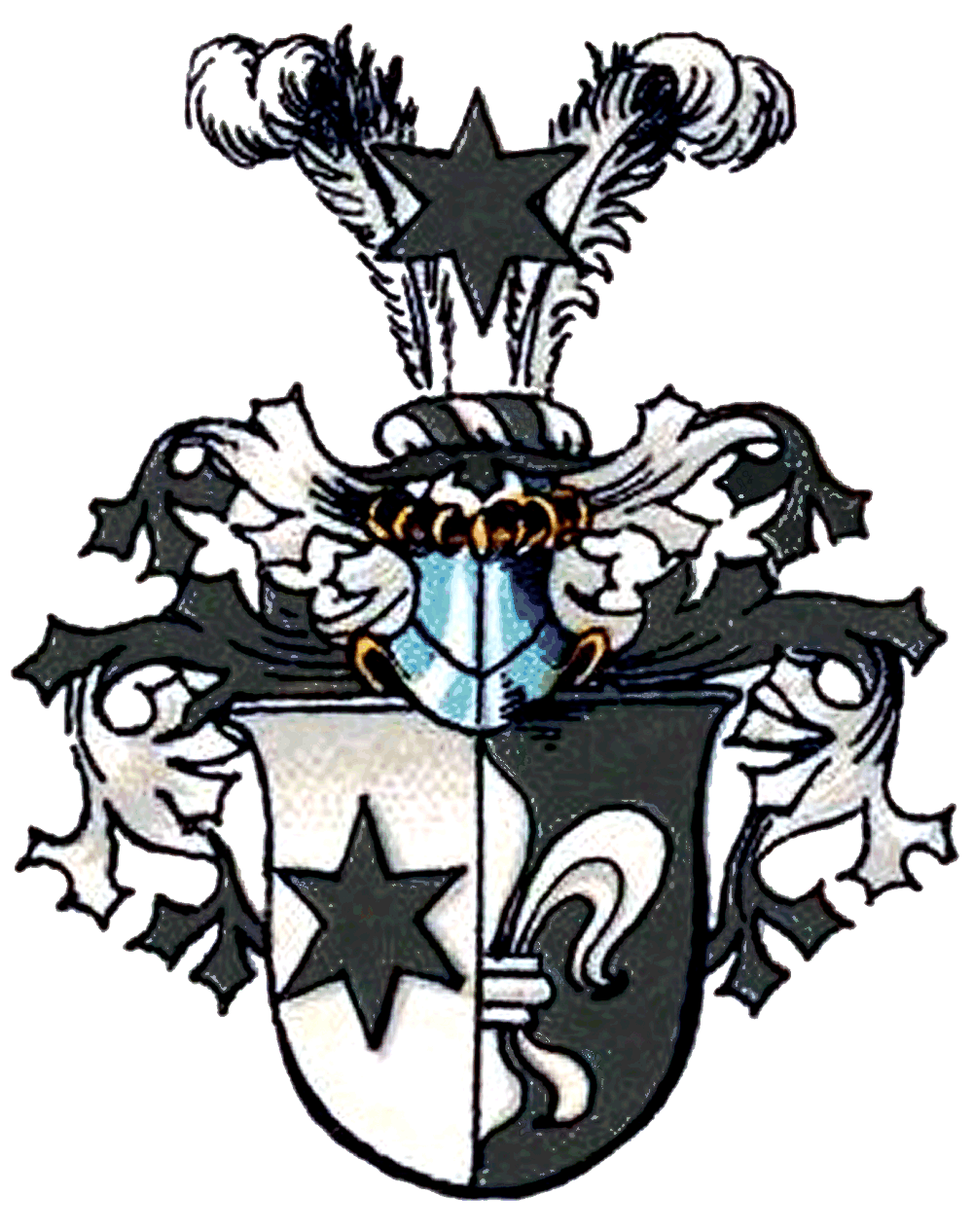
Wappen derer von Sivers

Sivers ist der Name eines briefadligen deutsch-baltischen Adelsgeschlechts. Zweige der Familie bestehen bis heute fort.

## Geschichte
Als Heimat des Geschlechts wird gemeinhin der nordwestdeutsche Raum angenommen, im Speziellen käme Fehmarn in Frage. Forschungen zur Stammesverwandtschaft mit dem holsteinischen Uradel gleichen Namens konnten keine belegbare Verbindung benennen. Die gesicherte Stammreihe beginnt mit dem Bürger und Kaufmann Peter Seifferts († 1684) der ab 1633 in Ystad in Schonen urkundlich wurde. Sein Sohn Johann Sivert (1646–1712) trat zunächst in schwedische, später in dänische Kriegsdienste um sich nach 38 Dienstjahren bis zu seinem Tode kaufmännischen Aufgaben zu widmen. Aus seiner Ehe mit Kornelia Schwentz (1651–1711) wurde der namhafte russische Admiral Peter Sievers (1674–1740) geboren, der am 28. März 1716 das Indigenat in Estland erhalten hat. Sein Sohn, der livländische Landrat und Herr auf Euseküll, Friedrich Wilhelm von Sivers wurde 1747 in die Livländische Ritterschaft immatrikuliert (Nr. 172), dessen Enkel, der russische General der Kavallerie Formhold August von Sivert († 1862), wurde 1857 in die Kurländische Ritterschaft rezipiert, ohne jedoch den Stamm fortzusetzen. Die Familie von Sivers hatte bis zur russischen Revolution 1917 erheblichen Einfluss auf die Politik und Wirtschaft der baltischen Provinzen.
Die Schwestern Aglaide von Sivers und Elisabeth von Sivers haben am 6. März 1900 bzw. am 24. November 1902 in Stuttgart die württembergische Adelsanerkennung erhalten.
Am 20. Oktober 1957 wurde in Frankfurt/Main ein Familienrat gegründet.

## Besitz
Alt Kusthof, Arrohof, Autzem, Cassinorm, Euseküll, Friedholm, Gotthardsberg, Gränhof, Heiligensee, Heimthal, Jeri, 1/2 Schloss Karkus, Kerjel, Kersel, Kiidjerw, Morne, Nabbern, Neu Tennasilm, Neudrostenhof, Podfem, Schloss Randen, Ranzen mit Zioren, Rappin, Raudenhof, Römershof mit Salubben und Winterfeld, Schloss Rosenbeck, Serben, Seyershof, Soosaar, Waidau, Walguta, Warbus, Willust und Wöbs.
Ein Großteil der aufgeführten Güter blieb bis zum Zeitpunkt der Estnische Landreform 1919 in Familienbesitz.

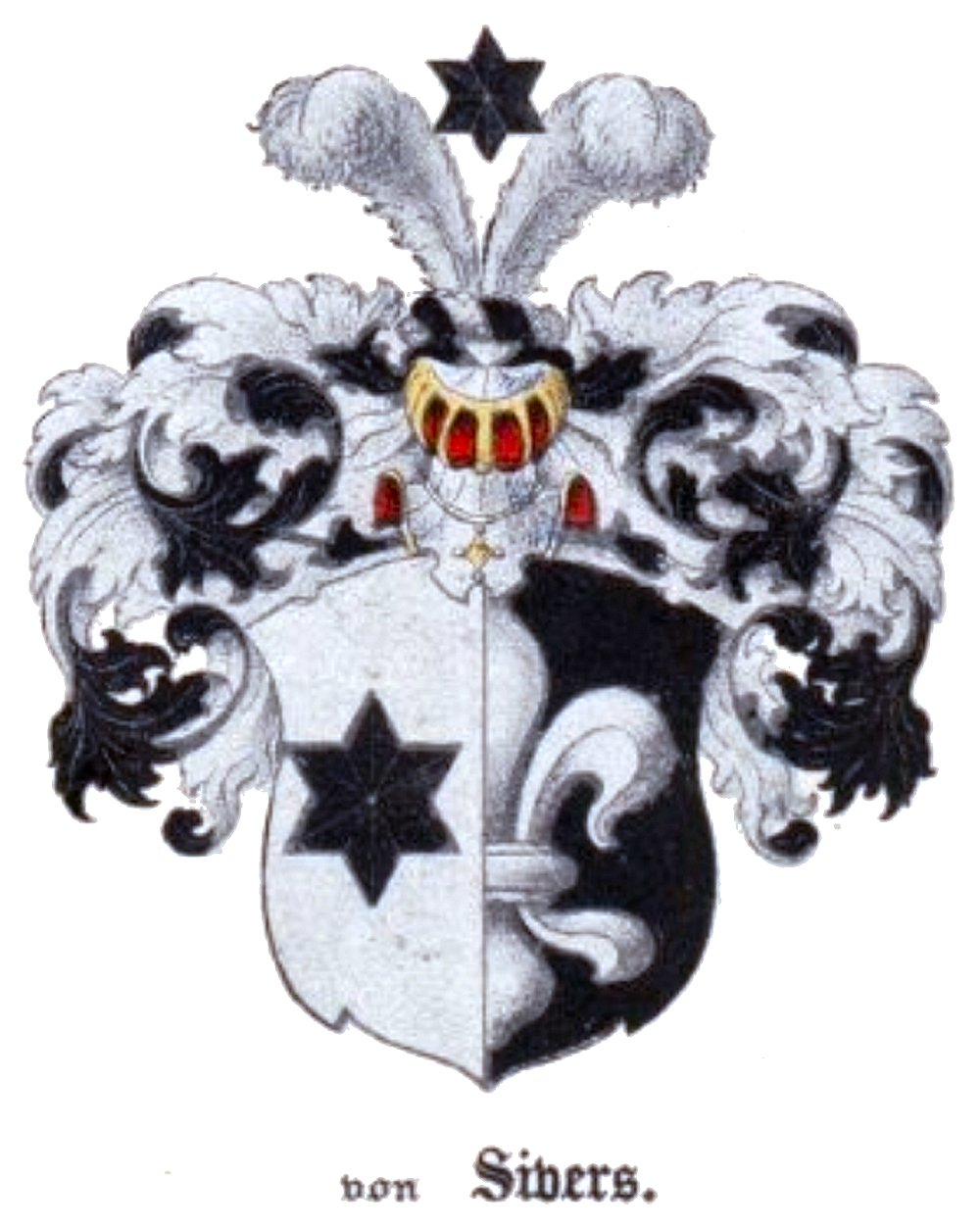
Wappen derer von Sivers

## Wappen
Das Stammwappen (1716, 1747) ist gespalten, vorne in Silber ein schwarzer Stern, hinten in Schwarz eine halbe silberne Lilie am Spalt. Auf dem Helm, mit schwarz-silbernen Decken, über einem ebenfalls schwarz-silbernen Wulst, zwei silberne Straußenfedern, dazwischen der Stern.

## Angehörige
- Peter von Sivers (1674–1740), russischer Admiral
- Friedrich Wilhelm II. von Sivers (1748–1823), livländischer Adelsmarschall und Landrat, Zivilgouverneur der russischen Ostseeprovinz Kurland
- Peter Reinhold von Sivers (1760–1835), livländischer Landrat und Herr auf Heimthal
- Friedrich August von Sivers (1766–1823), livländischer Agronom
- Peter Felix von Sivers (1807–1853), livländischer Porträtmaler der Düsseldorfer Schule
- Peter Anton von Sivers (1807–1893), livländischer Landrat und Herr auf Rappin
- Jegor von Sivers (1823–1879), Professor der Landwirtschaft, Schriftsteller und Herr auf Raudenhof
- August von Sivers (1825–1876), livländischer Gutsbesitzer und Landrat
- Clara von Sivers (1854–1924), deutsche Blumenmalerin
- Maximilian von Sivers (1857–1919), livländischer Landrat, Forstmann, Dendrologe und Herr auf Römershof
- Marie von Sivers (1867–1948), russisch-deutsche Schauspielerin, Theosophin und Anthroposophin
- Siegfried von Sivers (1887–1956), deutschbaltischer Aktivist, Arzt und Schriftsteller
- Oscar von Sivers (* 1988), ehemaliger schwedischer Eishockeyspieler